# 乾道 (西夏)
乾道（1068年—1069年）是西夏惠宗李秉常的第一個年號，共計2年。李崇智《中國歷代年號考》作1067年－1068年。
清代學者戴錫章《西夏紀》、周春《西夏書》、吳廣成《西夏書事》，近人林旅芝《西夏史》、李瑞華《西夏紀年綜考》均以夏毅宗李諒祚去世的隔年（1068年）為乾道元年，而方詩銘《中國歷史紀年表》以李諒祚去世當年（1067年）的十二月為乾道元年，並未說明原因。

## 改元
- 1068年——改元乾道。
- 1069年——改元天賜禮盛國慶。

## 纪年對照表
| 乾道 | 元年     | 二年     |
| ---- | -------- | -------- |
| 公元 | 1068年   | 1069年   |
| 干支 | 戊申     | 己酉     |
| 北宋 | 熙寧元年 | 熙寧二年 |

## 同期存在的其他政權年號
- 中國
  - 熙寧（1068年－1077年）：宋—宋神宗趙頊之年號
  - 咸雍（1065年－1074年）：遼—遼道宗耶律洪基之年號
  - 正德（1062年－1073年）：大理—段思廉之年號
- 越南
  - 龍章天嗣（1066年－1068年）：李朝—李日尊之年號
  - 天貺寶象（1068年－1069年）：李朝—李日尊之年號
  - 神武（1069年－1072年）：李朝—李日尊之年號
- 日本
  - 治曆（1065年－1069年）: 後冷泉天皇與後三條天皇之年號
  - 延久（1069年－1074年）: 後三條天皇與白河天皇之年號

## 深入閱讀
- 李崇智. . 北京: 中華書局. 2004年12月. ISBN 7101025129.
- 鄧洪波. . 臺北: 國立臺灣大學東亞經典與文化研究計劃. 2005年3月  [2021-12-08]. ISBN 9789860005189. （原始内容 (pdf)存档于2007-08-25）. （页面存档备份，存于）
- 長部和雄.  (pdf). 東京: 京都大學. 1933年7月1日  [2021年12月18日]. ISBN. （原始内容存档 (PDF)于2021年12月9日）. （页面存档备份，存于）
- 長部和雄.  (PDF). 東京: 京都大學. 1933年10月1日  [2021年12月18日]. ISBN. （原始内容 (pdf)存档于2021年12月18日）. （页面存档备份，存于）
- 杜建錄. . 上海: 上海古籍出版社. 2012年2月. ISBN 9787532562244.

## 參看
- 中國年號索引
- 其他政权使用的乾道年号

| 前一年號： 拱化 | 西夏年号 乾道 | 下一年號： 天赐礼盛国庆 |